# Robert Protin
Robert Protin (Lieja, 10 de noviembre de 1872-Lieja, 4 de noviembre de 1953) fue un deportista belga que compitió en ciclismo en la modalidad de pista. Ganó una medalla de oro en el Campeonato Mundial de Ciclismo en Pista de 1895, en la prueba de velocidad individual.

## Medallero internacional
| Campeonato Mundial | Campeonato Mundial | Campeonato Mundial | Campeonato Mundial       |
| Año                | Lugar              | Medalla            | Competición              |
| ------------------ | ------------------ | ------------------ | ------------------------ |
| 1895               | Colonia (Alemania) | Medalla de oro     | Velocidad individual (P) |